# Trzemiętowo
Trzemiętowo – wieś w Polsce położona w województwie kujawsko-pomorskim, w powiecie bydgoskim, w gminie Sicienko.

## Podział administracyjny
W latach 1975–1998 miejscowość administracyjnie należała do województwa bydgoskiego.

## Demografia
Według Narodowego Spisu Powszechnego (III 2011 r.) miejscowość liczyła 436 mieszkańców. Jest dziesiątą co do wielkości miejscowością gminy Sicienko.

## Pomniki przyrody
W parku wiejskim rośnie grupa drzew (6) uznana za pomnik przyrody:
- żywotnik zachodni o obwodzie przy powołaniu 152 cm
- żywotnik wschodni o obwodzie przy powołaniu 111 cm
- 3 dęby szypułkowe o obwodzie przy powołaniu: 338, 300 i 300 cm
- głóg jednoszyjkowy o obwodzie przy powołaniu 140 cm

## Dawne cmentarze
Na terenie wsi zlokalizowany jest nieczynny cmentarz ewangelicki.